# NHK今金住中中継局
NHK今金住中中継局（エヌエイチケイいまかねすみなかちゅうけいきょく）は、北海道瀬棚郡今金町中里にあるNHK函館放送局のテレビ中継局である。

## 概要
- 当中継局は、今金町中里の中里小学校北方高地に置かれている。

## 中継局概要
| 送信 チャンネル      | 放送局名             | リモコン キーID         | 空中線 電力          | ERP                  | 放送対象地域         | 放送区域 内世帯数    | 偏波面               |
| アナログテレビ中継局 | アナログテレビ中継局 | アナログテレビ中継局    | アナログテレビ中継局 | アナログテレビ中継局 | アナログテレビ中継局 | アナログテレビ中継局 | アナログテレビ中継局 |
| -------------------- | -------------------- | ----------------------- | -------------------- | -------------------- | -------------------- | -------------------- | -------------------- |
| 50                   | NHK 函館総合         | アナログ放送に つきなし | 映像500mW/ 音声125mW | 映像2.9W/ 音声700mW  | 道南圏 （渡島･檜山） | 不明                 | 水平偏波             |
| 52                   | NHK 函館教育         | アナログ放送に つきなし | 映像500mW/ 音声125mW | 映像2.8W/ 音声700mW  | 全国                 | 不明                 | 水平偏波             |
| デジタルテレビ中継局 |                      |                         |                      |                      |                      |                      |                      |
| 30                   | NHK 函館教育         | 2                       | 50mW                 | 240mW                | 約30世帯             | 水平偏波             | 全国                 |
| 48                   | NHK 函館総合         | 3                       | 50mW                 | 240mW                | 約30世帯             | 水平偏波             | 道南圏 （渡島･檜山） |

- デジタル中継局は、2010年10月7日に予備免許交付、11月4日から試験放送開始、11月30日に本免許交付され、同日から本放送開始。
- アナログ中継局は、2011年7月24日をもって廃止された。

## その他
- 地上デジタルテレビジョン放送は、2010年（平成22年）11月30日の開局。なお、在札民放は非該当のため現時点では開局の予定はない。北海道内のデジタルテレビ中継局でNHKのみ設置し、民放各局の中継局が置かれないのは、唯一当中継局のみである。そのため当中継局のエリア内である住吉地区は民放の中継局開局まで地デジ難視対策衛星放送のホワイトリストに指定されているが、視聴できるのは在京民放キー局5局のみである。

## 放送エリア
- 今金町の一部地域。一部地域は北桧山テレビ中継局でカバーしている。